# شرايين بين الأضلاع
شرايين بين الأضلاع (بالإنجليزية: Intercostal arteries)‏‏هو شريان يتفرعُ من جذع ضلعي رقبي.